# (4500) Pascal
(4500) Pascal est un astéroïde de la ceinture principale.

## Description
(4500) Pascal est un astéroïde de la ceinture principale. Il fut découvert par Hiroshi Kaneda et Seiji Ueda le 3 février 1989 à Kushiro. Il présente une orbite caractérisée par un demi-grand axe de 3,17 UA, une excentricité de 0,162 et une inclinaison de 2,93° par rapport à l'écliptique.
Il fut nommé en hommage à Blaise Pascal,  mathématicien, physicien, inventeur, philosophe, moraliste et théologien français.

## Compléments